# Río Segundo (departamento)
Río Segundo é um departamento da Argentina, localizado na província de Córdova. Possuía, em 2019, 114.937 habitantes.